# Killer Tune
《Killer Tune》（キラーチューン，Killer-tune）是日本樂團東京事變的第五張單曲，由EMI Music Japan／Virgin Music於2007年8月22日發行。初回限定為「特殊剪裁印刷仕樣」。
在單曲銷售成績方面，本張單曲在日本Oricon銷售榜上最高位居單週第5名，名列2007年年度銷售榜第155位。而在日本唱片協會所公佈的RIAJ數位下載榜中，歌曲「Killer Tune」則名列2007年年榜第84名。

## 單曲概要
《Killer Tune》是東京事變繼2007年7月發表《OSCA》後，連續兩個月發表作品。但椎名林檎在上一張專輯《大人》接受訪問中提到「今後，她想要專心作詞和演唱，作曲則會交給其他成員。」因此，自上一張單曲《OSCA》開始，歌曲均來自於團員們的創作，再加上椎名林檎宛如舞蹈般的演唱，展現出東京事變另外一種面貌。而這樣的改變，竟讓她受到歌迷反應說比較喜歡團員創作的歌曲，不禁讓她自嘲：「那我乾脆就不作曲、專心排練演唱會，讓其他人去跑接下來的宣傳行程好了。」
而也因為這個緣故，單曲第一首「Killer Tune」便是伊澤一葉的創作曲目，伊澤一葉表示他是以「提供給東京事變、讓椎名林檎來唱」為目標所寫的曲目，話雖如此但所有團員仍把這首歌曲當成自己的作品來演奏。而椎名林檎表示這首曲目有種開朗樂觀向上的感覺，就好像是組成樂團後，首次在練團室中演奏其他歌手作品似的，充滿著純真的喜悅感。剩下兩首歌曲「BB.QUEEN」和「身體」則是浮雲的創作。在單曲封面上，因為A面歌曲「Killer Tune」是以伊澤一葉為中心的作品，因此單曲封面就是由伊澤一葉握著遙控器，指向電視螢幕。
另外，伊澤一葉在接受專訪時表示「因為《大人》錄音時，自己罹患了腱鞘炎，導致鋼琴的部分是最後才加上去的。」但是，這一次的錄音是跟團員們一起愉快的錄完，所以才會造成大人的編曲看起來比較緻密，相對地《娛樂》相關作品就比較從容。
在單曲發售時程上，歌曲「Killer Tune」的音樂錄影最早在2007年8月1日開始接受歌迷視聽的服務，同日，歌曲「Killer Tune」也開始接受歌迷數位下載。單曲則於8月22日在日本發行，台灣則是等到8月24日才同步發行進口盤與台壓盤。
最後，在單曲銷售成績方面，本張單曲在發行當週以3.3萬張的銷售量在日本Oricon銷售榜上位居第5名，總計在Oriocn銷售榜上榜7週，累積銷售達5.1萬張，名列2007年年度銷售榜第155位。而在日本唱片協會所公佈的RIAJ數位下載榜中，歌曲「Killer Tune」則名列2007年年榜第84名。

### 音樂錄影帶

細雨中拍攝的音樂錄影帶

在歌曲「Killer Tune」的音樂錄影帶中，監督兒玉裕一以一種樂觀的角度拍攝，讓人有一種不管晴天雨天我就是要向前進的感覺，連帶地主唱椎名林檎的神情都很樂觀呢。而東京事變的團員則是在綿綿細雨中拍攝整首音樂錄影帶。椎名林檎表示非常開心這樣的構想，一下就答應了，但是沒有想到會淋成落湯雞，全身上下都濕透了，又沒有時間能夠吹乾，不過，拍出來的效果蠻美麗的。另外，主唱椎名林檎在音樂錄影帶中踏著時尚味十足的白色楔形鞋，意外在日本造成一股搶購旋風。

### 獲獎紀錄
The SPACE SHOWER MUSIC VIDEO AWARDS
- BEST TECHNICAL WORKS VIDEO－《Killer Tune》

## 曲目
| 東京事變【Killer Tune】 | 東京事變【Killer Tune】 | 東京事變【Killer Tune】 | 東京事變【Killer Tune】 | 東京事變【Killer Tune】 |
| 曲序                    | 曲目                    |                         | 作曲                    | 时长                    |
| ----------------------- | ----------------------- | ----------------------- | ----------------------- | ----------------------- |
| 1.                      | Killer Tune             | 椎名林檎                | 伊澤一葉                | 3:41                    |
| 2.                      | BB.QUEEN                | 浮雲                    | 浮雲                    | 3:19                    |
| 3.                      | 身體                    | 椎名林檎                | 浮雲                    | 3:58                    |
| 总时长：                | 总时长：                | 总时长：                | 总时长：                | 10:58                   |

作詞：椎名林檎（#1,3）、浮雲（#2）
作曲：伊澤一葉（#1）、浮雲（#2,3）
全編曲：東京事變
英譯：Robbie Clark（#3）

### 曲目介紹
1. Killer Tune（日語：キラーチューン）
  - 收錄於《娛樂》專輯中

作曲者伊澤一葉說這首曲子原本是以收錄專輯的歌曲為主的創作[7]。不過他在命名時卻遇到了困難，起初暫定的曲名為「Swing」，但椎名林檎聽過這個曲子後便表示「這是Killer Tune[注 1]。」不過伊澤一葉聽到這個建議後，直問「Killer Tune是什麼意思?[7]」
椎名林檎對於伊澤一葉能夠寫出這樣率真的歌曲，真是很感動，讓椎名林檎覺得自己也不可以裝模作樣，也必須要以同樣的心情去寫歌詞、唱歌，同時也希望能夠把這樣的理念傳達給聽者[7]。
2. BB.QUEEN（日語：BB.QUEEN）　　　　
  - 收錄於《深夜節目》專輯中

浮雲三、四年前的創作，經由東京事變重新編曲而成[7]。浮雲也表示一開始是毫無概念的創作，整體節奏也比現在的慢，但是椎名林檎對這首歌曲很有興趣，才把歌曲變的那麼有趣，還可以整合五個人的音色呢[7]。歌詞的部分和OSCA很類似，或許歌迷會看不懂歌詞的涵義，硬要說的話，其實就是在描述遇到瓶頸、情色與難為情的部分[7]。浮雲更表示會這樣是因為他自己不太會寫出那種「幸福」的歌詞[7]。
3. 身體
  - 收錄於《深夜節目》專輯中

以吉他為主的曲目[7]。但是椎名林檎一開始覺得如果只用吉他彈奏的曲目一定很枯燥乏味，沒想到也可以弄得那麼有趣，因此她就按照這個感覺來作詞[7]。而她也表示「如果以前熟悉浮雲的歌迷可以發現到，這首曲子有濃濃的『花魁』、『映日紅之花』的味道[7]。」浮雲則解釋因為椎名林檎很擅長唱SWEET SOUL[注 2]的曲目，所以就照這個感覺來編曲[7]。不過因為這首歌音域較低，椎名林檎表示對她也是一種挑戰[7]。

## 批評及評價
音樂網站CDJournal的評論家表示「Killer Tune」這首歌曲帶有搖擺爵士風格，同時鄉村風格的吉他、具吸引力的鋼琴伴奏，再配上椎名林檎爽快的歌聲，完成這首歌曲。音樂網站What's In?的評論家則更近一步的表示因為先慢後快的歌曲結構，讓歌曲帶有粗獷搖滾的風格。關於B面歌曲，CDJournal的評論家同時也表示「BB.QUEEN」是首重迷幻搖滾的歌曲，雖然充滿著歇斯底里的風格，但仍充滿流行元素，不過，更令人驚訝的是椎名林檎在這首歌曲所展現出來的歌聲。而「身體」這首歌曲則是首東京事變經典的輕爵士搖滾歌曲。

## 演出人員及後製
|  | 後製人員 |

## 銷售排行

### Oricon 銷售榜(日本)
《Killer Tune》於2007年8月22日發行。發行首週，在日本公信榜Oricon的單曲榜2007年8月第3週付的榜單中以32,858張銷售量居單週第五名。同週第一名是銷售量突破9萬大關的男歌手桑田佳祐所發行的單曲「聽風的詩篇」，第二名則是女歌手aiko的第22張單曲「沒有星星的世界/側臉」。第二週則位居十七位，同週第一、二名分別是搖滾樂團彩虹樂團的單曲「MY HEART DRAWS A DREAM」及歌舞團體EXILE的單曲「時光碎片/24karats -type EX-」。總計《Killer Tune》總共在日本公信榜Oricon的單曲榜上榜7週，累積銷售達5.1萬張。同時在2007年年銷售榜中，《Killer Tune》以5.1萬張銷售量居全年第155名。
| 名稱                      | Oricon銷售榜 | 最高  | 最高   | 總銷售量 | 累積上榜次數 |
| 名稱                      | Oricon銷售榜 | 排 行 | 銷售量 | 總銷售量 | 累積上榜次數 |
| ------------------------- | ------------ | ----- | ------ | -------- | ------------ |
| 2007年8月22日 Killer Tune | 週銷售排行榜 | #5    | 32,858 | 50,988   | 7週          |
| 2007年8月22日 Killer Tune | 月銷售排行榜 | #15   | 45,919 | 50,988   | 7週          |
| 2007年8月22日 Killer Tune | 年銷售排行榜 | #155  | 50,988 | 50,988   | 7週          |

### 其他銷售榜
| 排行榜名稱                          | 最高排名 |
| ----------------------------------- | -------- |
| (日本) Soundscan：CD Single Top 20  | #5       |
| (日本) J-WAVE：Tokio Hot 100        | #3       |
| (日本) J-WAVE：Tokio Hot 100 (年榜) | #50      |
| (日本) CDTV Top 100                 | #5       |
| (日本) RIAJ鈴聲下載榜 (月榜)        | #77      |
| (日本) RIAJ數位下載榜 (年榜)        | #84      |
| (台灣) 五大唱片：日韓榜             | #7       |

## 發行歷史
| 國家 | 發行日期      | 發行形式       | 唱片公司                      | 商品編號      |
| ---- | ------------- | -------------- | ----------------------------- | ------------- |
| 日本 | 2007年8月1日  | 數位下載       | EMI Music Japan／Virgin Music | -             |
| 日本 | 2007年8月22日 | CD             | EMI Music Japan／Virgin Music | TOCT-40137    |
| 韓國 | 2007年8月22日 | 數位下載       | EMI                           | -             |
| 台灣 | 2007年8月24日 | CD(進口初回盤) | EMI Music Japan／Virgin Music | TOCT-40137    |
| 台灣 | 2007年8月24日 | CD(台壓盤)     | 金牌大風                      | 5099950569120 |

## 宣傳行程
| 類型   | 日期       | 名稱                                                         |
| ------ | ---------- | ------------------------------------------------------------ |
| 雜誌   | 2007/08/11 | 【WHAT'S IN                                                  |
| 雜誌   | 2007/08/12 | 【DAZED&CONFUSED日本版】表紙＋特集                           |
| 雜誌   | 2007/08/17 | 【BARFOUT!】                                                 |
| 雜誌   | 2007/08/20 | 【rockin'on JAPAN】                                          |
| 雜誌   | 2007/08/24 | 【Oricon style】表紙＋特集                                   |
| 雜誌   | 2007/08/24 | 【smart】                                                    |
| 唱片行 | 2007/08/05 | 【TOWER RECORDS】TOWER                                       |
| 唱片行 | 2007/08/25 | 【HMV】musicmaster                                           |
| 網站   | 2007/08    | 【Biglobe Music】特集網頁                                    |
| 網站   | 2007/08    | 【WHAT's IN?】「Killer Tune」音樂錄影帶                      |
| 網站   | 2007/08    | 【Show Time】特集網頁                                        |
| 網站   | 2007/08    | 【excite】特集網頁                                           |
| 網站   | 2007/08    | 【AMAZON.com】「Killer Tune」"DEEP DIVE"                     |
| 電視   | 2007/08/24 | 【朝日電視台】MUSIC STATION                                  |
| 電視   | 2007/08/25 | 【TBS】COUNTDOWN TV                                          |
| 廣播   | 2007/08/20 | 【TOKYO FM & JFN全國38局】やまだひさしのラジアンリミテッドDX |

## 脚注